# NGC 6911
NGC 6911 este o galaxie situată în constelația Dragonul. A fost descoperită în 9 iunie 1885 de către Lewis A. Swift. Se află la o distanță de 32,21 de megaparseci de Pământ.